# Tapio Mäkelä
Pour les articles homonymes, voir Mäkelä.
Tapio Mäkelä (né le 12 octobre 1926 à Nastola et mort le 12 mai 2016) est un fondeur finlandais.

## Palmarès

### Jeux olympiques
- Jeux olympiques d'hiver de 1952 à Oslo
  -  Médaille d'or en relais 4 × 10 km.
  -  Médaille d'argent sur 18 km.

### Championnats du monde
- Championnats du monde de ski nordique 1954 à Falun
  -  Médaille d'or en relais 4 × 10 km.